# ノア・グレイ＝ケイビー
ノア・グレイ＝ケイビー（Noah Gray-Cabey、1995年11月16日 - ）は、アメリカ合衆国の俳優、ピアニスト。

## 経歴
奴隷貿易のときに連れてこられた黒人の子孫としてイリノイ州シカゴで生まれ、まもなくメイン州ニューリーに転居し、同地で育った。幼少のころからおもちゃのキーボード演奏して、4歳で本物のピアノを弾いていたという。各地のオーケストラのコンサート・ツアーにも同行した。
2001年に子役として活動を開始し、翌年に『My Wife and Kids』でドラマデビュー、2006年の『レディ・イン・ザ・ウォーター』で映画デビューを果たした。

## 出演作品
- My Wife and Kids（2002年 - 2005年）、フランクリン・マンフォード（Franklin Mumford） 役
- Ripley's Believe It or Not!（2003年）
- CSI:マイアミ（2004年）、スティービー・バルデス（Stevie Valdez） 役
- グレイズ・アナトミー 恋の解剖学（2004年）、ショーン・ベグライト（Shawn Beglight） 役
- ゴースト 〜天国からのささやき（2004年）、ジャミール・フィッシャー（Jameel Fisher） 役
- レディ・イン・ザ・ウォーター（2006年）、ジョイ・デュリー（Joey Dury） 役
- HEROES（2006年 - 2010）マイカ・サンダース（Micah Sanders） 役